# 부산광역시 특수구조단
부산광역시 특수구조단(釜山廣域市 特殊求助團, Busan Special Rescue Service)은 부산광역시를 관할하는 부산광역시 소방안전본부 산하의 특수구조단이다.
산하에 특수구조대, 소방항공대, 수상구조대를 두고 있다.
특수구조단장은 소방정으로 보한다.

## 조직
- 운영지원팀
- 특수구조대
- 항공구조구급대
- 119수상구조대

## 항공장비
자체 식별번호는 BS(Busan)를 사용한다.

### 운용중
- AW139 1기 (HL9499)[4]: 2018년 배치[5]
- BK117 1기 (HL9454)[4]: 1997년 배치[6]

### 퇴역
BK117 1기 (HL9453): 1992년 배치, 2018년 퇴역

## 같이 보기
- 대한민국 소방청
- 대한민국의 소방
- 소방관 계급